# Cladonia meridensis
Cladonia meridensis är en lavart som beskrevs av Ahti & S. Stenroos. Cladonia meridensis ingår i släktet Cladonia och familjen Cladoniaceae.   Inga underarter finns listade i Catalogue of Life.